# Ponaryi mészárlás
A ponaryi mészárlás (lengyelül: zbrodnia w Ponarach) az Schutzstaffel (SS), az Sicherheitsdienst (SD) és litván kollaboránsok által zsidókon, oroszokon, lengyeleken és litvánokon végrehajtott tömegmészárlás volt, amely során közel 100 ezer ember vesztette életét. A kivégzéssorozatra 1941 júliusa és 1944 augusztusa között került sor, a Ponaryi vasútállomáshoz közel, amely terület ma Vilnius egyik kerülete, Paneriai. Ponaryban 70 ezer zsidót, közel 20 ezer lengyelt és 8 ezer oroszt végeztek ki.

## Háttere
Litvánia Második Lengyel Köztársaság általi megszállását követően Ponary városa a vilniusi vajdaság része lett. 1939. október 10-én a litvánok kölcsönös segítségnyújtási szerződést írtak alá a szovjetekkel, amely alapján azok átadták Litvániának a Kelet-Lengyelország  megszállásakor megszerzett Vilniust, illetve annak környékét, beleértve Ponaryt is. 1940. június 15-én Litvánia szovjet megszállás alá került, és új, szovjetbarát kormány, illetve törvényhozás jött létre. Július 21-én kikiáltották a Litván SZSZK-t, amely államot augusztus harmadikán „felvették” a Szovjetunióba.
A szovjet megszállás idején egy olajraktározó létesítmény építése indult meg Ponary közelében, ám az építkezést nem tudták befejezni, mivel 1941-ben a terület német megszállás alá került. A nácik úgy határoztak, hogy kihasználják a lehetőséget, és felhasználják a hatalmas, olajtároló tartályok számára kiásott gödröket, a „nemkívánatos” személyek megsemmisítésére.

## A mészárlás
A mészárlás 1941 júliusában kezdődött meg, amikor a 9. számú Einsatzgruppe megérkezett Vilniusba, összegyűjtött 5 ezer vilniusi zsidó férfit, a ponaryi gödrökhöz vitték, ahol meggyilkolták őket. A további likvidálások a Ypatingasis būrys nevezetű osztag önkénteseinek bevonásával folyt, 1941 nyarán és őszén. Az év végére már közel 21 ezer zsidóval végeztek.
1942-ben a folyamat lelassult, mivel a rabmunkásokat a Wehrmacht kisajátította. Az áldozatok száma ennek ellenére 1944 végére már 70-100 ezer volt. A háború utáni exhumálások alapján az áldozatok nagy része (50-70 ezer ember) lengyel és litván zsidó volt, akik a környező városokban éltek, másik része pedig lengyelek (20 ezer) és oroszok (8 ezer) voltak. A lengyel áldozatok főleg értelmiségiek, akadémikusok, oktatók (például Kazimierz Pelczar, a Báthory István nevét viselő Vilniusi Egyetem professzora), papok (például Romuald Świrkowski), illetve a Honi Hadsereg ellenálló mozgalmának tagjai voltak. Az első áldozatok között körülbelül 7500 szovjet hadifogoly volt, akiket a Barbarossa hadművelet megindulása után végeztek ki. A későbbiekben is voltak kisebb létszámú nemzetiségi áldozatok, oroszok, romák, litvánok, főleg kommunista szimpatizánsok, illetve a Povilas Plechavičius tábornok vezette litván osztag tagjai, akik megtagadták, hogy eleget tegyenek a német parancsoknak.
A szovjet csapatok 1943-as előretörése nyomán a náci alakulatok megpróbálták eltüntetni a nyomokat. A közeli stuffhofi koncentrációs táborból 80 rabból létrehozták az ún. Leicehnkommandót, amelynek feladata a testek kiásása, majd elégetése volt. A hamut elkeverték homokkal és eltemették. Több hónapos munka után 1944. április 19-én a brigádnak sikerült megszöknie. A csoportból tizenegyen túlélték a háborút, az ő beszámolóik vezetett a mészárlás feltárásához.

## Emlékezete
Hírek a ponaryi tömeggyilkosságokról már 1943-ban terjedni kezdtek, Helena Pasierbska, Józef Mackiewicz, Kazimierz Sakowicz és mások jóvoltából. A szovjet rezsim, amely támogatta a lengyelek áttelepülését a térségből, céljai érdekében kényelmesebbnek látta letagadni, hogy lengyelek vagy zsidók lettek volna a tömegmészárlás kiszemeltjei, így a hivatalos vélemény szerint a ponaryi mészárlás szovjet lakosok legyilkolása volt. Ennek nyomán többen – például a lengyel miniszterelnök Jerzy Buzek – a Katyńi vérengzéshez hasonlították. 2000. október 22-én a független Litvániában számos lengyel szervezet erőfeszítése révén mind a lengyel, mind a litván kormány reprezentánsa, csakúgy, mint civilszervezetek jelenlétében emlékművet emeltek a meggyilkolt lengyeleknek. Ezen kívül a területen oroszok, illetve zsidók emlékművét is felállították.

## Galéria
- A holokauszt áldozatainak emlékműve (Paneriai)
- A ponaryi mészárlás áldozatainak emlékműve
- A ponaryi mészárlás lengyel áldozatainak emlékműve

## Fordítás
- Ez a szócikk részben vagy egészben  a   Ponary massacre című angol Wikipédia-szócikk ezen változatának fordításán alapul.  Az eredeti cikk szerkesztőit annak laptörténete sorolja fel. Ez a jelzés csupán a megfogalmazás eredetét és a szerzői jogokat jelzi, nem szolgál a cikkben szereplő információk forrásmegjelöléseként.